# I. Démétriosz szeleukida uralkodó
I. Démétriosz Szótér (Δημήτριος Σωτήρ, Kr. e. 187 – Kr. e. 150 júniusa) ókori hellenisztikus király, a Szeleukida Birodalom tizedik uralkodója (Kr. e. 162-től haláláig), IV. Szeleukosz Philopatór gyermeke volt.

## Útja a trónig
Apja, IV. Szeleukosz Kr. e. 175-ben, röviddel meggyilkolása előtt túszul adta Rómába, hogy biztosítsa az apameiai béke után a Római Köztársaság jóindulatát. Cserébe Szeleukosz fivére, Antiokhosz hazatérhetett, aki a király halálát követően meg is szerezte magának a trónt. A fogsága során Polübiosszal jó kapcsolatokat kiépítő Démétriosz Kr. e. 164-ben, nagybátyja halálakor a senatus elé állt, kérve szabadon bocsátását, hogy kiskorú unokatestvérétől, V. Antiokhosz Eupatórtól átvehesse a trónt. A testület ehhez nem járult hozzá, mire Kr. e. 162-ben Polübiosz tanácsára titokban megszökött, és néhány hívével partra szállt a föníciai Tripoliszban. A szíriai lakosság azonnal melléállt, ő pedig elfogta Antiokhoszt és annak teljhatalmú régensét, Lüsziaszt, akiket kivégeztetett.

## Uralkodása
Démétriosz trónra lépve dús ajándékokat küldött Rómába, illetve kiadta a néhány éve megölt követ, Cnaeus Octavius gyilkosát. Ezzel elérte, hogy a köztársaság elismerje őt királynak, a későbbiekben azonban nem alakult ilyen jól a viszonyuk. Mindjárt uralkodása első évében eltávolította a népszerűtlen babilóniai szatrapát, Hérakleidészt, amivel alattvalóitól kiérdemelte a Megmentő (Szótér) melléknevet. Hérakleidész Rhodoszra menekült, ahol szervezkedni kezdett hajdani ura ellen. Ugyanekkor megpróbálkozott az évek óta zajló palesztinai Makkabeus-felkelés leverésével, ám a Júdás Makkabeus vezette zsidókkal nem bírt. A konfliktust végül Róma zárta le úgy, hogy elismerte Palesztina függetlenségét Kr. e. 157-ben, és megtiltotta Démétriosznak, hogy továbbra is harcoljon a zsidók ellen.
Kr. e. 158-ban az anatóliai Kappadokia területén próbálta meg érvényesíteni befolyását úgy, hogy egy lányát V. Ariarathész Philopatórhoz adta volna feleségül. Ariarathész azonban Róma nyomására megtagadta a házasságot, mire Démétriosz egy fivérét, Holophernészt segítette hatalomra – mire Róma beleegyezésével a korábban elűzött Hérakleidész és II. Attalosz pergamoni király egy trónkövetelőt léptetett fel ellene Alexandrosz Balasz, IV. Antiokhosz állítólagos fia személyében. Balaszt az egyiptomi király, VI. Ptolemaiosz Philométór is támogatta, mivel Démétriosz korábban megpróbálta elragadni Ciprust, kihasználva a király és fivére, VIII. Ptolemaiosz Euergetész viszályát. A király lekötöttségét kihasználva a párthusok királya, I. Mithridatész Kr. e. 155-ben elfoglalta Médiát. 
Balasz Kr. e. 152-ben tört Szíriára, ahol bevette Ptolemaiszt, de vereséget szenvedett a királyi erőktől. Démétriosz, akit végül alattvalói is meggyűlöltek mértéktelensége és pompakedvelése miatt, végül a Balasz ellen vívott második csatában esett el Kr. e. 150-ben. A későbbi zűrzavaros években mindkét fia, II. Démétriosz Nikatór és VII. Antiokhosz Szidétész egyaránt trónhoz jutott.